# ヨランド・ド・クルトネー
ヨランド・ド・クルトネー（Yolande de Courtenay, 1200年 - 1233年6月）は、ハンガリー国王アンドラーシュ2世の2人目の王妃。

## 生涯
ピエール2世・ド・クルトネーと、2人目の妻のヨランド・ド・フランドル（ラテン帝国皇帝ボードゥアン1世とアンリ1世の姉妹）の娘。ヨランドのアンドラーシュ2世との結婚は、アンドラーシュ2世の最初の妻ゲルトルートが1213年9月28日に暗殺された後に、叔父の皇帝アンリ1世によって手配された。
2人の結婚式は1215年2月にセーケシュフェヘールヴァールで行われ、エステルゴム大司教のヤーノシュが彼女の王妃としての戴冠を執り行った。しかし、ハンガリーの王妃の戴冠式は伝統的にヴェスプレーム大司教の特権であったため、ヴェスプレームのローベルト大司教は教皇インノケンティウス3世に訴えた。教皇は調査のためにハンガリーに教皇特使を送り、ヴェスプレーム大司教の特権を認めた。
1216年7月11日に叔父アンリ1世が亡くなった後、アンドラーシュ2世は自身が皇帝位に就くことを計画していたが、ラテン帝国の男爵達はヨランドの父ピエールを皇帝と宣言した。
ヨランドはアンドラーシュ2世の前妻の子ども達と良好な関係だった。ヨランドはアンドラーシュ2世よりも先に亡くなり、シトー会のイグリシュ修道院に埋葬された。

## 子女
アンドラーシュ2世との間に、1女を儲けた。
- ヨラーンタ（1215年 - 1251年）- アラゴン王ハイメ1世の妃